# Champ-sur-Drac
Champ-sur-Drac ist eine französische Gemeinde mit 3344 Einwohnern (Stand: 1. Januar 2022) im Département Isère in der Region Auvergne-Rhône-Alpes. Sie gehört zum Gemeindeverband Grenoble-Alpes-Métropole, zum Arrondissement Grenoble und ist Teil des Kantons Le Pont-de-Claix. Die Einwohner werden Chenillard(e)s genannt.

## Geographie
Champ-sur-Drac liegt etwa dreizehn Kilometer südsüdöstlich von Grenoble am Fluss Drac, in den hier im Nordwesten der Gemeinde die Romanche mündet. Umgeben wird Champ-sur-Drac von den Nachbargemeinden Jarrie im Norden, Montchaboud im Nordosten, Notre-Dame-de-Mésage im Osten, Saint-Georges-de-Commiers im Süden, Vif im Südwesten, Varces-Allières-et-Risset im Westen sowie Champagnier im Nordwesten.
Am Nordrand der Gemeinde führt die Route nationale 85 entlang.

## Bevölkerungsentwicklung
| Jahr                       | 1962 | 1968 | 1975 | 1982 | 1990 | 1999 | 2006 | 2016 |
| -------------------------- | ---- | ---- | ---- | ---- | ---- | ---- | ---- | ---- |
| Einwohner                  | 2181 | 2316 | 2605 | 3094 | 3044 | 3260 | 3116 | 3007 |
| Quellen: Cassini und INSEE |      |      |      |      |      |      |      |      |

## Sehenswürdigkeiten
- Ruinen der Priorei Saint-Michel du Connex, während der Religionskriege zerstört und 1570 gänzlich aufgegeben
- romanische Kapelle Notre-Dame des Autels aus dem 12. Jahrhundert
- Kirche Saint-Blaise, romanischer Bau des 12. Jahrhunderts, Glockenturm von 1613, Monument historique
- Kapelle Sainte-Madeleine aus dem 12. Jahrhundert
- Kirche Saint-Michel, erbaut 1966, moderner Kirchbau
- Tour de Alleman, eindrucksvoller Rest der sonst beseitigten Burganlage
- Salle Navarre, Kulturzentrum, Monument historique

## Gemeindepartnerschaft
Mit der italienischen Gemeinde Torviscosa in der Provinz Udine (Friaul-Julisch Venetien) besteht eine Partnerschaft.